# Stefania Ascari
Stefania Ascari (Correggio, 3 maggio 1980) è una politica italiana.

## Biografia
Dopo la maturità classica al Liceo Rinaldo Corso di Correggio lavora come operaia, cameriera, centralinista e cassiera, prima di laurearsi in giurisprudenza nel 2010 presso l'Università di Modena e Reggio Emilia. In seguito, ha completato la propria formazione presso la scuola di specializzazione per le professioni legali. Risiede a Modena, dove svolge la professione di avvocato penalista, esperta del diritto dell'immigrazione.

## Attività politica
Iscritta al Movimento 5 Stelle, nel marzo 2016 è stata eletta consigliere del Quartiere 2 (Crocetta, San Lazzaro, Modena Est) di Modena.
Alle elezioni politiche del 2018 è stata candidata dal Movimento 5 Stelle ed eletta alla Camera dei deputati nel collegio plurinominale Emilia-Romagna - 02.
Alle elezioni politiche del 2022 viene candidata alla Camera per il Movimento 5 Stelle nel collegio uninominale Emilia-Romagna - 04 (Modena), dove ottiene l'11,05% ed è superata da Daniela Dondi del centrodestra (37,44%) e da Aboubakar Soumahoro del centrosinistra (36,01%), e da capolista nel collegio plurinominale Emilia-Romagna - 02, risultando eletta.